# Iglesia de Nuestra Señora la Misericordiosa (San Petersburgo)
La iglesia de Nuestra Señora la Misericordiosa (en ruso: Церковь иконы Божией Матери Милующей), es una antigua iglesia ortodoxa rusa en San Petersburgo, Rusia. Se encuentra en el distrito Vasileostrovsky, en la isla Vasilievsky, en la dirección 100, Bolshoi Prospekt. Durante la época soviética, el edificio se utilizó como centro de entrenamiento para buzos de rescate naval. La iglesia fue el prototipo de la catedral Naval de Kronstadt. La iglesia comenzó el proceso de retorno a la Iglesia Ortodoxa Rusa en 2006 y el proceso oficial concluyó en 2012. Está en restauración a su apariencia original.

## Historia

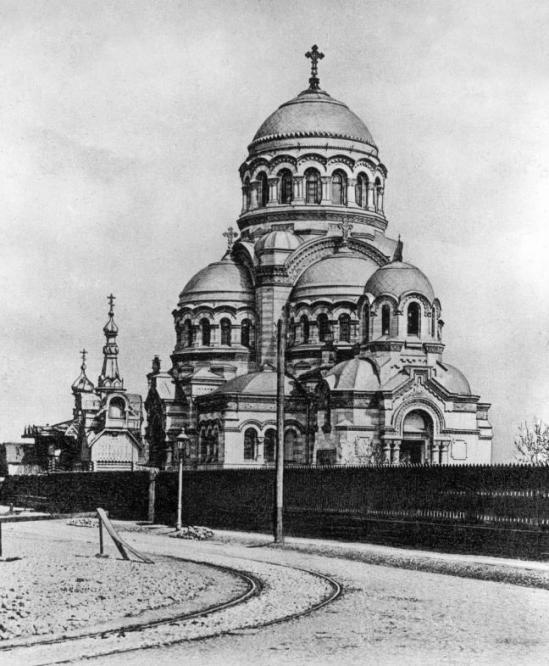
La iglesia antes de 1917

El área donde se encuentra la catedral fue en el siglo XIX un suburbio en el que se alojaban los trabajadores del puerto de carga. Los trabajadores en el área necesitaban un lugar de culto, por lo que la comunidad comenzó a recaudar dinero para ello, el primer colaborador principal fue Matfei Kenin, capitán del Puerto de Remo. A fines del siglo XIX, se habían recaudado fondos suficientes para que comenzara la construcción.
En 1886 se planteó la petición para la construcción del nuevo templo. En 1887 se aprobó el proyecto de la iglesia, dirigido por Vasily Kosyakov (arquitecto principal) y Dmitry Prussak (Дмитрий Константинович Пруссак). En el sitio de la iglesia se construyó una capilla de madera, en la que se colocó un icono de Nuestra Señora la Misericordiosa, traído desde el monte Athos, Grecia.
El 11 de junio de 1887, tuvo lugar la consagración del sitio, un distrito pantanoso; en 1888 bajo la dirección de F.S. Kharlamov se construyó un embarcadero y se hizo un esfuerzo para fortalecer el suelo bajo los cimientos. En 1889 se consagró un marcador de la iglesia, por esta vez la ciemntación y una parte de los muros ya se habían construido.
En el otoño de 1892 se instaló la cubierta, siendo el hierro necesario donado por una filántropa, la condesa N. A. Stenbok-Fermor. En 1894 fueron colocadas las cruces en las cúpulas. El mobiliario del interior continuó hasta 1917.
Después de la finalización de la construcción, la iglesia fue consagrada en el nombre de la Madre de Dios Misericordiosa, el 25 de octubre de 1898.
En 1903, el campanario fue coronado con una corona de oro.
Alrededor de los terrenos de la iglesia había cercas de metal sobre una base de granito, y alrededor del edificio había un jardín. Cuando se inauguró la iglesia, se formó una sociedad caritativa que trabajaba con el albergue local para niños, una institución de beneficencia y una escuela de huérfanos.
La iglesia tiene una altura de unos 42 metros, por lo que el edificio es uno de los más dominantes de la zona. Usando la experiencia adquirida aquí, el arquitecto Vasiliy Kosyakov pasó a construir la catedral Naval de Kronstadt en 1913.
El diseño de la iglesia influyó en el diseño de la catedral de Alexander Nevsky en Novosibirsk, construida unos años más tarde.

### Historia posterior del edificio

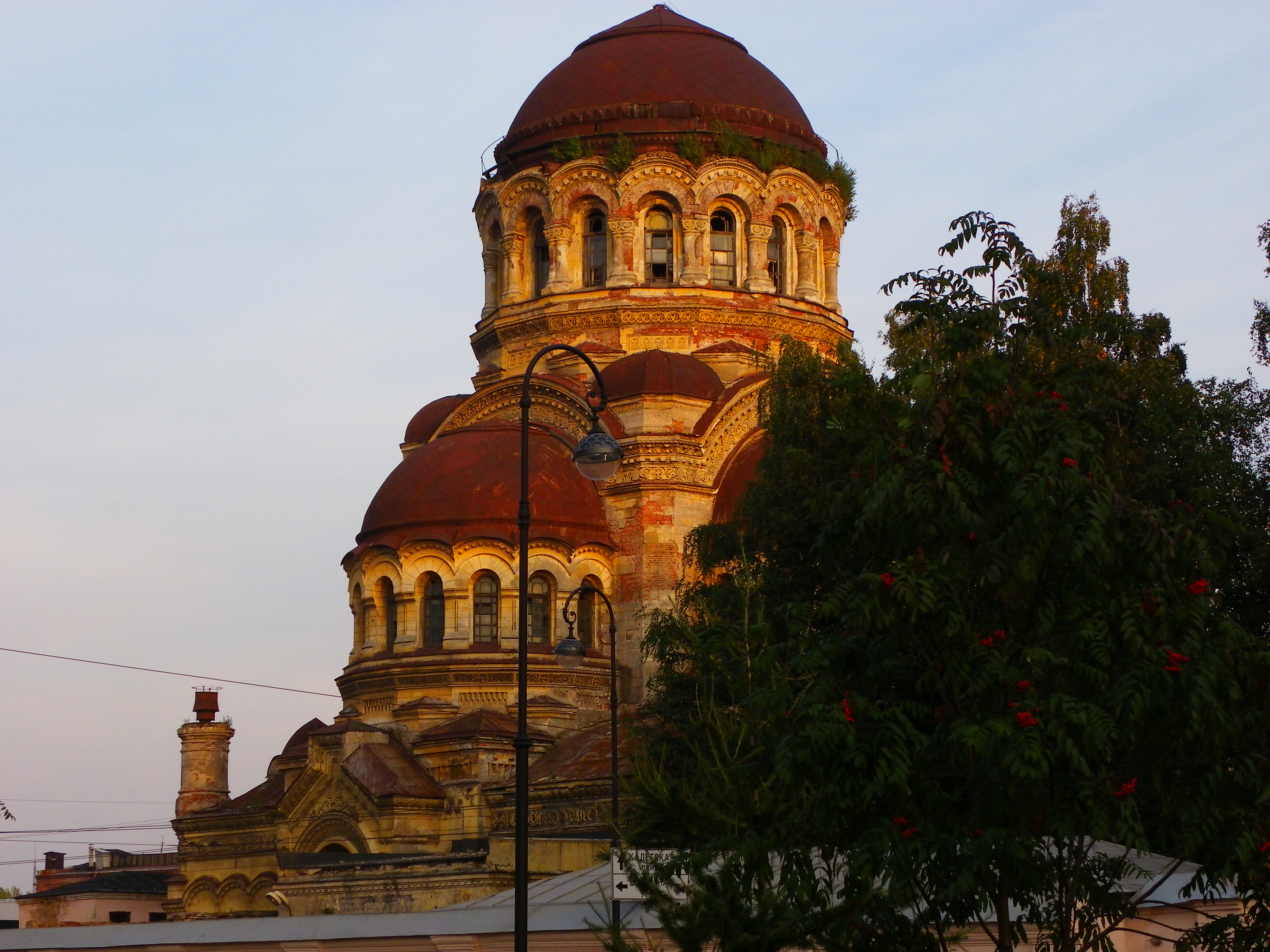
El edificio en su estado actual (2008). A la derecha, detrás de las ramas, está el campanario

En junio de 1932 la iglesia fue clausurada  y la propiedad se transfirió a un grupo de entrenamiento de buceo submarino naval.
A principios del siglo XXI hubo negociaciones sobre la transferencia del edificio a la Iglesia Ortodoxa Rusa. El mando de la división de servicio de ingeniería naval (Отделение Морской Инженерной Службы, ОМИС) sugirió que la Iglesia Ortodoxa Rusa debería, a cambio, construir un centro de entrenamiento para submarinistas. En febrero de 2009, el Ministerio de Defensa de Rusia, propietario del edificio, se negó una vez más a abandonar la propiedad.  En 2009, se produjo un escándalo en un salón del automóvil planificado cerca del edificio de la iglesia.
El Ministerio de Defensa de la Federación de Rusia retorno oficialmente la iglesia a la Iglesia Ortodoxa Rusa en diciembre de 2012.